# 好奇年代：英国科学浪漫史
《好奇年代：英国科学浪漫史》是一本由传记作家理查德·霍姆斯创作的科学史科普图书，2008年由哈珀柯林斯出版集团出版，获得了2009年的英国皇家学会科学图书奖、美国国家书评人协会奖、紐約時報書評年度最佳图书，2010年的美国国家学院科学传播奖。